# 47th (ligne rouge du métro de Chicago)
Pour les articles homonymes, voir 47 (homonymie).
Ne doit pas être confondu avec 47th (ligne verte du métro de Chicago).
47th (anciennement 47th/Wentworth) est une station de la ligne rouge du métro de Chicago située dans la médiane de la Dan Ryan Expressway à égale distance de Garfield au sud et de Sox–35th au nord (soit 1,6 km).

## Histoire

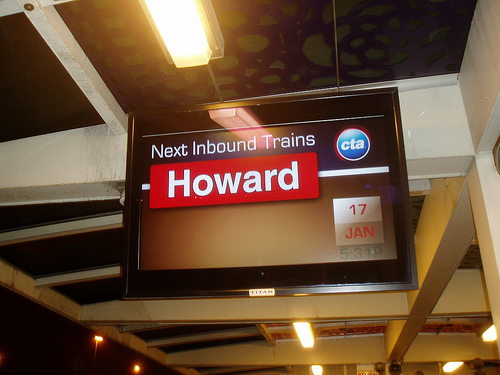
Écran d'annonce dans la station 47th

Comme les autres stations de la Dan Ryan Branch, elle a été construite par le cabinet d’architectes Skidmore, Owings & Merrill et a ouvert ses portes en 1969. 47th a été entièrement rénovée en 2006 et est désormais accessible aux personnes à mobilité réduite grâce à l’installation d’ascenseurs.
En janvier 2009, 47th a également été la première station à être équipée d’écrans publicitaire tout le long des quais (huit au total). Selon les estimations de la CTA, ces écrans généreront plus de 100 millions de dollars de recettes au cours des dix prochaines années. La gestion de ces écrans ainsi que l’installation dans les autres stations du L a été confiée à la société Titan Outdoor.
Les écrans sont reliés au centre de contrôle de la CTA qui peut passer outre aux annonces commerciales et diffuser les informations urgentes ou les mises à jour du service sur la ligne en cas de retard par exemple.

## Dessertes
| Nord/Ouest            |  |             |  | Sud/Est                     |
| --------------------- |  | ----------- |  | --------------------------- |
| Sox–35th vers Howard  |  | ligne rouge |  | Garfield vers 95th/Dan Ryan |
| modifier sur Wikidata |  |             |  |                             |

## Correspondances
Avec les bus de la Chicago Transit Authority :
- no 15 Jeffery Local
- no 24 Wentworth
- no 43 43rd Street
- no 47 47th
- no 51 51st Street